# Noored Kotkad

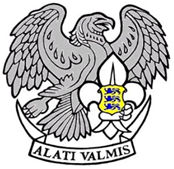
Abzeichen. Inschrift: „Immer bereit“

Noored Kotkad (Junge Adler) ist die pfadfinderartige Jugendorganisation des estnischen Verteidigungsbundes Kaitseliit.

## Organisation und Mitglieder
Noored Kotkad umfasst estnische Jungen im Alter zwischen 7 und 18 Jahren. Noored Kotkad ist in 15 Bataillone (malev) gegliedert, die weithin den Grenzen der estnischen Landkreise entsprechen. Ein Bataillon unterteilt sich in mehrere selbstständige Züge oder manchmal auch in Kompanien (malevkond). Der Organisation gehören ungefähr 3.000 Mitglieder an.

## Aufgaben und Ausbildung
Das erklärte Ziel der Organisation ist eine Erziehung im Hinblick auf einen gesunden Körper, ethische Denkweise sowie psychische Stabilität. Obwohl viele Mitglieder während der Aktivitäten Militäruniform tragen, ist Noored Kotkad keine militärische Organisation Estlands. Neben zahlreichen Aktivitäten wie Formaldienst, Erste Hilfe, Orientierungslauf, Fernmeldewesen, Märsche, Airsoft, oder Schusswaffengebrauch nehmen die Jugendlichen untereinander an verschiedenen Wettkämpfen teil.

## Geschichte
Am 1928 entschied der Ältestenrat, ein Gremium innerhalb des Kaitseliit, sich dafür, der Jugendorganisation Noored Kotkad eine Einladung zur Kooperation zukommen zu lassen und diese als Nebenorganisation anzugliedern. Die Jugendorganisation wurde am 30. Mai 1930 gegründet. Noored Kotkad wurde nach der Besetzung des Landes durch die Sowjetunion 1940 verboten. Schon vor Wiedererlangung der estnischen Unabhängigkeit wurde der Organisation am 12. August 1989 wiedergegründet.